# Лидија Васиљевић
Лидија Васиљевић (Београд, 1971) је психолог и психотерапеут која живи и ради у Београду. Ко-оснивачица и председница Регионалне асоцијације за психодраму и интегративну примену психотерапије (2009) у чијем оквиру се бави едукацијом, супервизијом и психотерапијом. Предавачица је на Факултету за психологију, Универзитета у Бјељини (2022.) Чланица је више међународних и национаних организација, (избор): Европска асоцијација за психотерапију (2009), Савез психотерапеута Србије (2005), Друштво психолога Србије (1999). Добитница стипендије Channel Foundation (2006/2007) и Реконструкција Женски фонд (2007). Председница ПР Агенције Валид (2020).
Бави се теоријом и праксом психотерапије у политичком (пре свега феминистичком) и левичарском дискурсу, а покренула је и модул феминистичког и родно инклузивног приступа за саветнике/це и психотерапеуте/киње. Активизам је присутан у њеном животу, нешто више од две деценије, кроз подршку женама свих профила, ЛГБТ групама, јачање феминистичких иницијатива и темом рода у медијима. Бави се промовисањем и едукацијом интеграције психодраме и трансакционе анализе/системске породичне психотерапије као акционим приступом супервизији и евалуацији. Кад стигне, бави се и новинарством (Билтен, Машина) и теоријским истраживањима, као и подкастом (Радар Лево, Боросане). Ауторка је многобројиних чланака на теме политика менталног здравља, феминизма и психотерапије као и различитих програма људских ресурса. Посвећена је прикупљању леве музике свих жанрова и емитовању у оквиру неформалног колектива Радио пракса.
Књига Несавршене представља психолошку, феминистичку и политичку анализу традиционалистичког патријархалног виђења и третирања нормалности жене, кроз деконструкцију митова о женским болестима, и представља јединствени допринос овој области у литератури писаној на нашем језику. У њој се деконструишу стратегије патологизације жена у оквирима психијатрије и психотерапије као и у самом друштву, кроз анализу обиља литературе, пракси и примера из психотерапијског искуства саме ауторке.
Добитница награде „Анђелка Милић” 2025. године.

## Биографија
Лидија Васиљевић је рођена у Београду 1971. године. Дипломирала је психологију на Филозофском факултету у Београду, где је 1999. одбранила дипломски рад на тему: Повезаност степена ауторитарности и ставова о сексуалности. Магистрирала је на Студијама Рода и политике 2009. год. одбранивши тезу Утицај феминизма на политике менталног здравља на Факултету политичких наука у Београду. На истом факултету докторирала је 2016. године одбранивши тезу Антидискриминативни приступ и родна инклузивност у политикама менталног здравља.
Едукацију из психодраме започиње 1997. године, а 2001. је завршава и стиче диплому психодрамског психотерапеута. Сертификована је на националном нивоу (Савез Психотерапеута Србије) и на европском нивоу (Европски сертификат за психотерапију). Од 2010. је тренерица Британске психодрамске асоцијације, а од 2013. године и супервизорка. Део је едукативног тима Оксфордске Школе за психотерапију и психодраму и једна од оснивачица Регионалне асоцијације за психодраму и интегративну примену психотерапије — РАИП, (2010 у Београду). У оквиру РАИП води едукативне групе у Новом Саду, Љубљани, Сарајеву, Мостару,Тузли, Пули. Као едукаторка и супервизорка у оквиру РАИП учествује у процесу едукације за психодрамске психотерапеуте, као и у едукацији за интеграцију психодраме и других психотерапијских модалитета.
Од 2000. — 2010. године активно је учествовала у иницирању, развоју и координирању пројеката везаних за род и образовање, род и ментално здравље, као и родно засновано насиље. Пројекти су реализовани у локалним НВОАсоцијација за женске иницијативе, Анти секс трафикинг асоцијација, Сигурна кућа за заштиту жртава насиља и трговине људима) као и интернационалним НВО (CordAid, CRS, UNIFEM, GVC). Током 2000. почиње да осмишљава и фасилитира тренинге и едукације из области: вештина комуникације, вођења група, менаџмента у људским ресурсима, теам буилдинг- а итд. Одржала је више од 200 различитих тренинга и обука за владин и НВО сектор, као и удружења, предузећа, амбасаде и друге институције.
Од 2008. — 2014. године била је координаторка Едукативног и истраживачког програма Женског Информационо документационог центра, у коме се бавила истраживањем и анализом медија као и едуковањем студената/киња и новинара/ки у области рода и медија.
Од 1999—2008 била је координаорка у низу пројеката везаних за психосоциалну подрушку угрожених и маргиналним групама (роми, избеглице, жене жртве насиља).
Поред терапије и едукације, бави се и научим и истраживачким пројектима везаним за област психотерапије и теорије рода.

## Радно искуство
Радила је у више међународних организација, удружења и институција. Њено радно искуство:
| Период ангажовања             | Локација                                                                      | Организација/Институција/Удружење | Позиција |
| Јул 2023 —Децембар 2023       | Србија                                                                        | Егал | Ауторка и истраживачица на пројекту Ментално здравље и радна права уметница                                                                                            |
| Јануар 2022 — децембар 2023   | Србија                                                                        | Diffine consulting | Супервизорка ХР тима, консултанткиња и тренерица |
| Септембар 2022 —              | Бјељина (БИХ)                                                                 | „Факултет за психологију, Универзитет Бјељина” | Доценткиња на предметима из Клиничке психологије |
| Новембар 2021 — Јул 2022      | Онлине                                                                        | Међународна мрежа волонтера —Vital voices | Предавачица, Саветница и Тренер |
| Септембар 2021 — Фебруар 2022 | Србија, БИХ, Црна гора                                                        | Gender knowledge hub | Експерткиња за родну анализу програма — Регионално истраживање утицаја психолошког насиља, капацитети, искуства и одговор институционалне подршке                      |
| Април —Јул 2021               | Мостар, БИХ                                                                   | Council of Europе | Тренер и супервизорка |
| Феб — Април 2021              | Србија                                                                        | UNDP | Експерткиња за родну равноправност |
| Феб — Април 2021              | Србија, БИХ, Црна гора                                                        | British Council | Експерткиња за родну равноправност у обуци /Тренер |
| Август — Децембар 2020        | Западни Балкан                                                                | British Council | Програмска експерткиња за родну равноправност |
| Јануар 2018 — Септембар 2022  | Србија                                                                        | GIZ | Стручни саветник и експерткиња за родну равноправност |
| Јануар 2018 — Децембар 2020   | Србија                                                                        | EU / EIDHR CSO Egal, Belgrade | Саветница за родно условљено насиље, Фасилитаторка групе за психолошку подршку жртвама насиља и дискриминације Подршка оснивању првог Дроп-ин центра за ЛГБТИ у Србији |
| Септембар 2016 — Јул 2021     | Београд, Врање, Сурдулица, Нови Пазар                                         | Psychosocial Innovation Network — PIN (Мрежа психолошких иновација)                                                                               | Консултаткиња, стручни саветник |
| 2013—2016                     | Србија                                                                        | Coca—Cola HBC | Консултант, Тренер и Сарадник у процесу одабира људских ресурса |
| 2009—2015                     | Србија                                                                        | Студије рода | Предавачица |
| 2008 —                        | Србија, Хрватска, Словенија, Босна и Херцеговина, Црна гора, Велика Британија | Регионална асоцијација за психодраму и интегративну примену психотерапије SPA Moreno, Оксфордска школа за психодраму и интегративну психотерапију | Директор организације,Тренер, супервизор, психотерапеут |
| 2006—2016                     | Србија, Црна гора                                                             | Женски информационо-документациони тренинг центар                                                                                                 | Координаторка програма, тренер, аналитичар медија |
| Август 2008                   | Србија                                                                        | UNIFEM | Менаџерка програма/тренер |
| 2003—2006                     | Србија, Црна гора                                                             | INDOK центар | Евалуаторка анализе медија |
| Мај — Септембар 2008          | Србија                                                                        | Gete Institut | Координаторка пројекта |
| Јануар 2008                   | Србија                                                                        | CIDA | Евалуаторка програма |
| 2006—2010                     | Србија                                                                        | Kvinna till kvinna, CRS, Cordaid, Cafod Caritas Swiss Development                                                                                 | Консултанткиња за питања родне равноправности |
| Јул/Август 2006               | Србија, Црна гора, Хрватска, Словенија                                        | SEEQ — South-Eastern European Queer Network | Истраживачица и чланица тима за припрему приручника |
| Септембар 2005 —Децембар 2007 | Србија                                                                        | Anti Trafiking Centar | Тренер, стручни сарадник за припрему приручника |
| Јун 2006 — Јануар 2008        | Србија                                                                        | IOM Склониште за жртве трговине људима | Саветница и психотерапеуткиња |
| Maj 2006                      | Србија                                                                        | Женски центар Обреновац | Координаторка и тренерица на програму — Оснаживање лидерки у региону                                                                                                   |
| 2005—2008                     | Србија                                                                        | ICVA/CIS | Координаторка Тренинг програма, Тренер, Саветница за родну равноправност                                                                                               |
| 2004 — 2006                   | Србија                                                                        | ATC — Anti Trafiking Centar | Координаторка кампање |
| 2003 — 2004                   | Србија                                                                        | CSO Armenka | Менаџерка пројекта |
| Мај 2002 — Септембар 2003     | Србија / Црна гора                                                            | Асоцијација за женске иницијативе | Координаторка/тренерица |
| Март 2002 — Децембар 2003     | Србија                                                                        | GVC (Group of the Civil Volunteer) | Монитор психосоцијалних програма |
| Септембер 1999 — Август 2004  | Србија и Црна гора                                                            | Асоцијација за женске иницијативе | Координаторка програма психосоцијалне подршке, Ии програма оспособљавања развоја женских организација у Србији и ЦГ                                                    |
| Maj 2001 — Децембар 2002      | Србија                                                                        | CORDAID | Асистенткиња на програму психосоцијалне помоћи |
| 1999—2004                     | Србија                                                                        | Асоцијација за женске иницијативе | Психодрамски психотерапеут |
| 1999 — 2001                   | Србија                                                                        | ASTRA | Суоснивачица, Менаџерка програма |

### Друге важне публикације
Ауторство на приручницима за обуку:
- Тренинг за тренере — Унапређење тимске ефикасности, Кока Кола, 2016;
- Приручник за мониторинг медија /Родна равноправност у медијима — „Women INDOC centre” 2010—2015;
- Тренинг за тренере — „ICVA”[55] 2009;
- Методе социјалног рада — Литература за студенте социјалног старања, Поглавље о психодрами, 2007.

### Промоције, гостовања и предавања
- Стигма о женама — Изгубљена нит (2022.)[63]
- Митови о женским болестима и њихова употреба кроз историју[64][65]
- Од меланхолије до побуне — промоција публикације[66]
- Митови о женским болестима — од спаљивања вештица до патологизације женске борбе за идентитет[67]
- Политике менталног здравља у односу на ЛГБТ особе[68]
- Болести непослушности — политике патологизације[69]
- Промоција документарног филма о Женама у медијима[70]